# Mitobates elegantulus
Mitobates elegantulus is een hooiwagen uit de familie Gonyleptidae.